# Etiopía en los Juegos Olímpicos de Roma 1960
Etiopía estuvo representada en los Juegos Olímpicos de Roma 1960 por un total de 10 deportistas que compitieron en 2 deportes.  

## Medallistas
El equipo olímpico etíope obtuvo las siguientes medallas:
| Nombre       | Deporte   | Competición |
| ------------ | --------- | ----------- |
| Oro          |           |             |
| Abebe Bikila | Atletismo | Maratón M   |
| Plata        |           |             |
| —            |           |             |
| Bronce       |           |             |
| —            |           |             |